# Sigurd Greven
Sigurd Greven (* 29. Dezember 1908 in Köln; † 10. Mai 1981 in Breitscheid) war ein deutscher Verleger.
Nach seiner Ausbildung trat er 1932 in das von seiner Großmutter Hedwig Greven damals in vierter Generation geführte Unternehmen ein, den Greven Verlag Köln. 1938 brachte er das erste Fernsprechbuch Kölns („Ortsfern-Sprechbuch für Groß-Köln“) heraus.
Sigurd Greven baute nach der Zerstörung im Zweiten Weltkrieg den Greven Verlag Köln und Greven’s Adreßbuch-Verlag sowie die zugehörige Druckerei Greven & Bechtold wieder auf. Am 10. Mai 1981 starb Sigurd Greven bei einem Flugunfall mit seiner Cessna in Breitscheid bei Wetzlar. Er wurde in Köln auf dem Melaten-Friedhof (Flur 54) begraben.

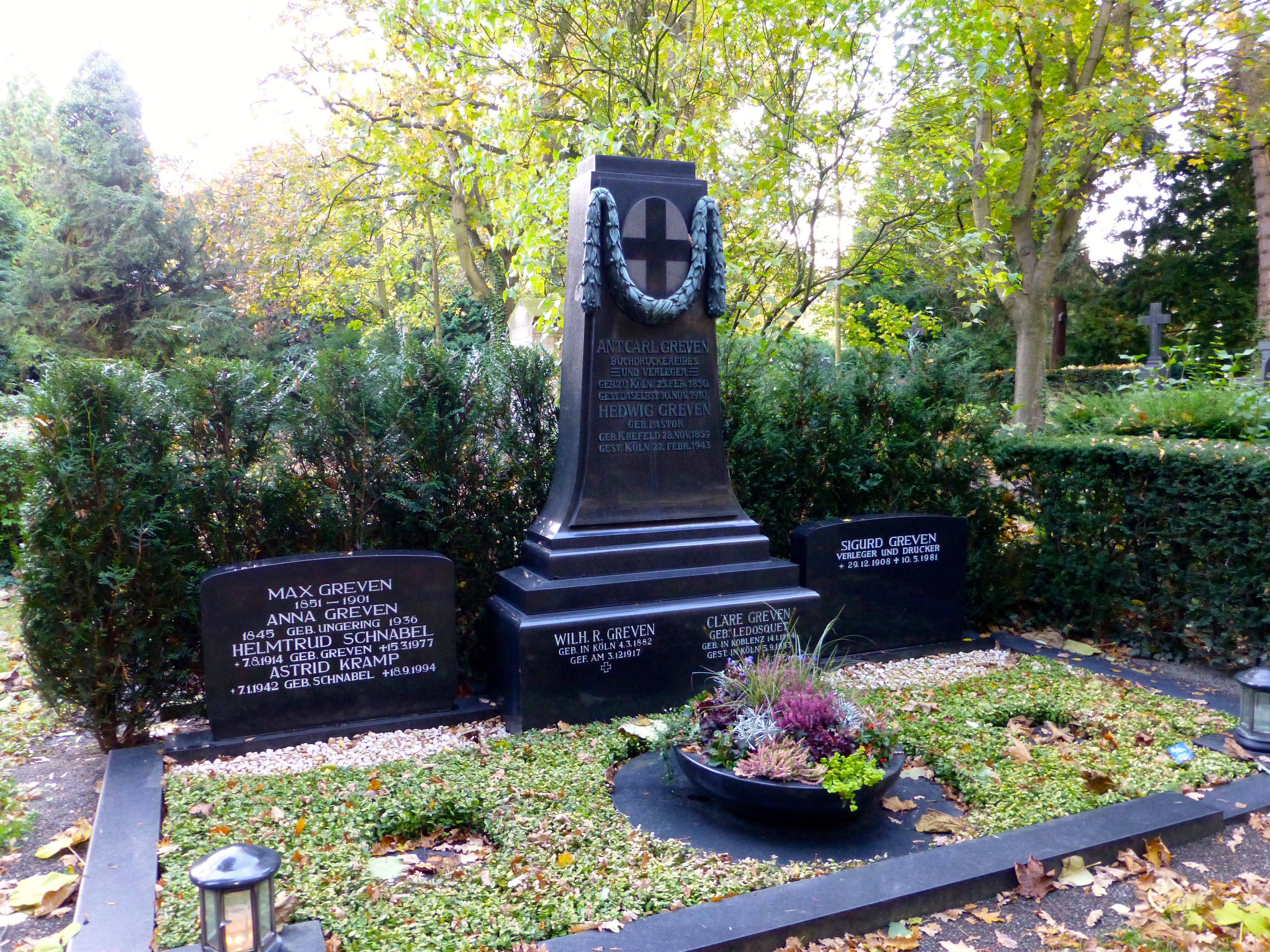
Grab von Sigurd Greven (rechts) in der Familiengrabstätte auf dem Melaten-Friedhof

Das Unternehmen wurde von seiner Witwe Irene Greven bis zu ihrem Tod im Januar 2015 geführt. Zu Ehren ihres verstorbenen Mannes gründete sie die Sigurd Greven-Stiftung mit dem Ziel der Förderung der Kölner Kultur-, Kunst-, Musik-, Rechts- und Wirtschaftsgeschichte in Altertum, Mittelalter und Neuzeit sowie der Unterstützung des Kölner Schnütgen-Museums.